# Ludwika Radziejewska
Ludwika Radziejewska (ur. 15 sierpnia 1843 w Wilczynie, zm. 15 października 1912 w Bytomu) – działaczka społeczna, oświatowa i narodowa na Górnym Śląsku, wydawczyni pisma „Katolik”.

## Życiorys
Urodziła się 15 sierpnia 1843 w Wilczynie (powiat szamotulski) w rodzinie Piotra i Matyldy z Kurzów.  
Na Górny Śląsk przybyła za sprawą brata, ks. Stanisława Radziejewskiego, który w 1881 przejął od Karola Miarki polską gazetę „Katolik”. Ze względu na kłopoty z jurysdykcją duchowną (podlegał archidiecezji gnieźnieńskiej) w 1886 przekazał przedsiębiorstwo siostrze.
W ciągu kilku lat rozwinęła przejętą firmę w liczące się przedsiębiorstwo wydawnicze. Zwiększono nakład i częstotliwość ukazywania „Katolika”. Firma zwiększyła zatrudnienie, przeniosła się do własnej, dużej drukarni przy Paralellstrasse (dziś Powstańców Warszawskich). Otwarto firmową księgarnię przy ulicy Piekarskiej, naprzeciw kościoła św. Trójcy. Wydawano kalendarze, poradniki, książki religijne, śpiewniki, podręczniki do nauki języka polskiego itp., a także „powiastki dla ludu”. Te ostatnie były literaturą raczej niskich lotów, zazwyczaj o wyjątkowo naiwnej fabule i moralizatorskim charakterze, ale taki był cel. Firma Radziejewskiej prowadziła także usługową działalność poligraficzną i biuro ogłoszeń. W roku 1892 „Katolik” przekształcił się w spółkę akcyjną, w której Radziejewska zachowała pakiet kontrolny z udziałem 110 tysięcy marek.
Dochód z wydawnictwa Radziejewska przeznaczała na cele społeczne: polskie organizacje, agitację wyborczą, kursy polskiego czytania i pisania dla dzieci. W 1892, w rocznicę dwudziestopięciolecia „Katolika” na Śląsku, utworzyła Śląską Pomoc Naukową – instytucję, która miała fundować stypendia dla polskojęzycznych uczniów i studentów górnośląskich. Sama ofiarowała na ten cel 10 000 marek, ale wkrótce suma ta powiększyła się dzięki składkom społecznym. Udzielała się również aktywnie w polskich organizacjach kobiecych na Górnym Śląsku. W 1900 z jej inicjatywy powstało w Rozbarku Towarzystwo Kobiet Polskich.
Należała do współzałożycielek szkoły gospodarstwa domowego w Śremie, gdzie wysyłała śląskie dziewczęta, często opłacając ich naukę. Celem instytucji było wyposażenie dziewcząt w umiejętności praktyczne i wychowanie ich w duchu narodowym. Gdy po 10 latach rząd pruski zażądał wykładania w języku niemieckim, Radziejewska dopomogła w przeniesieniu szkoły do Orłowej na Śląsku Cieszyńskim. Nakładami finansowymi zapewniła także jej późniejszy rozwój. 
Ludwika Radziejewska zmarła w Bytomiu 15 października 1912. Jej pogrzeb przerodził się w polską manifestację narodową. W dniu jej śmierci została otwarta polska szkoła gospodarstwa domowego dla dziewcząt w Orłowej. 
Radziejewska pochowana jest na cmentarzu Mater Dolorosa przy Piekarskiej.
Wychowywała córkę siostry, Stefanię Kaszad, która po jej śmierci napisała kilka tekstów wspomnieniowych.